# Monodram

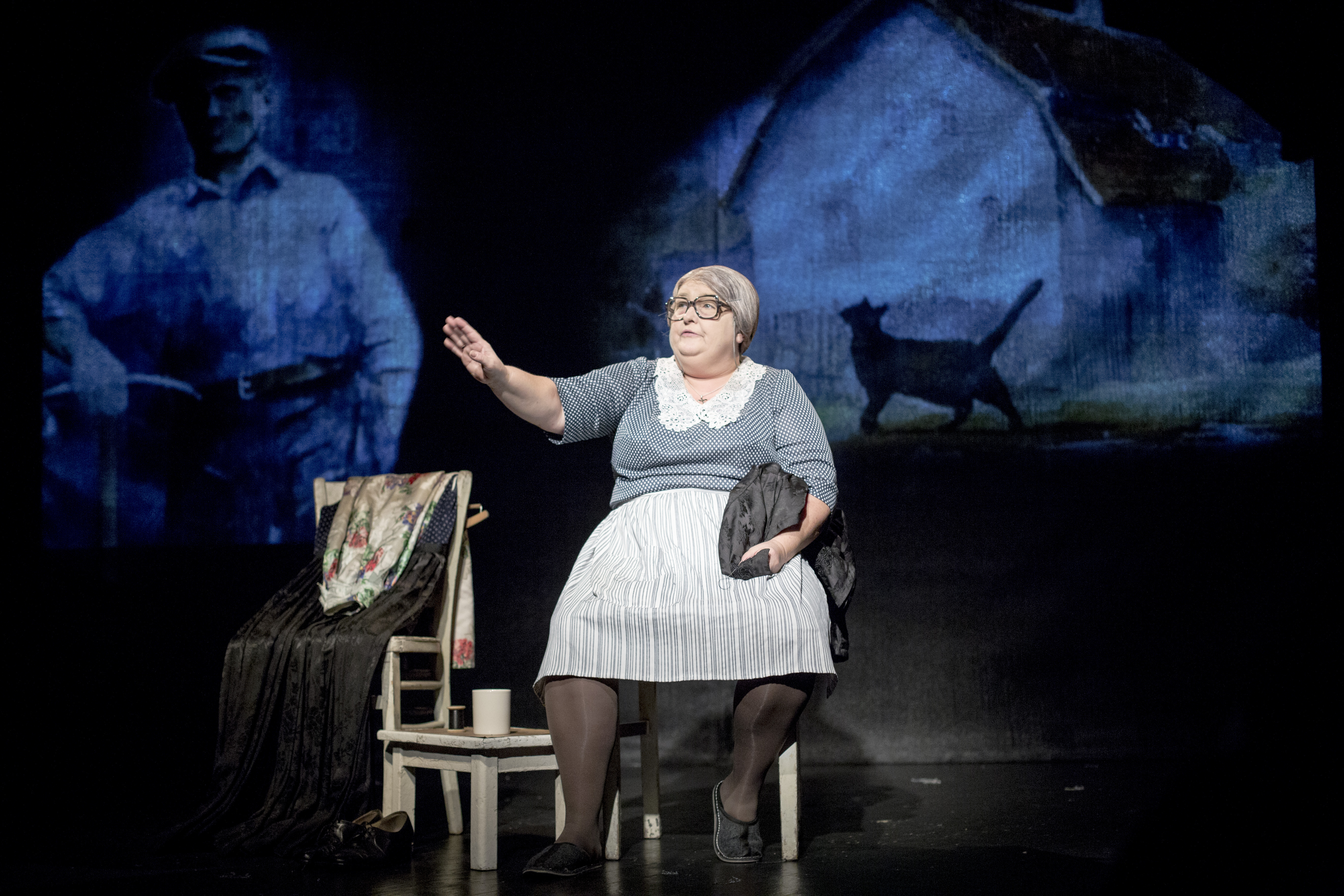
Grażyna Bułka w monodramie Mianujom Mie Hanka

Monodram (gr. mónos – jedyny; dráma – działanie) – utwór dramatyczny, w którym występuje tylko jeden bohater.
Monolog bohatera może być skierowany do publiczności teatralnej lub do wyimaginowanego odbiorcy - nieobecnego na scenie. Monolog jest mocno zdialogizowany, bohater cytuje cudze wypowiedzi, imituje rozmowę odpowiadając na przytoczone bądź domniemane pytania postaci, o których mówi.
Odmianę monodramu stanowi one-person show lub one-man-show, czyli jednoosobowy występ aktora (komika, poety) przed publicznością
W monodramie, w przeciwieństwie do monodramatu, nie występują żadne inne osoby niż główny bohater. 

## Znane monodramy
Znanymi przykładami monodramu są:
- Kontrabasista Patricka Süskinda (w polskim wykonaniu Jerzego Stuhra[3], oraz w słuchowisku radiowym przez Krzysztofa Gosztyłę[4])
- Seks, prochy i rock and roll,  Czołem wbijając gwoździe w podłogę oraz Obudź się i poczuj smak kawy Erica Bogosiana (w polskim wykonaniu Bronisława Wrocławskiego[5])
- Scenariusz dla nieistniejącego lecz możliwego aktora instrumentalnego Bogusława Schaeffera (w polskim wykonaniu Jana Peszka[6])
- Shirley Valentine Willego Russela (w polskim wykonaniu m.in. Krystyny Jandy[7] czy też Iwony Pieniążek[8])
- Ucho, gardło, nóż Verdany Rudan (w polskim wykonaniu Krystyny Jandy[9])